# Marinheiros na umbanda
Marinheiro na Umbanda são uma linha de trabalho da Umbanda, formada por entidades geralmente associadas aos marujos, que em vida empreendiam viagens pelos mares, enfrentando toda sorte de infortúnios. Trabalham na linha das águas, de Iemanjá, orixá que representa a mãe universal na Umbanda, a rainha dos mares.

## Falanges
Entre as falanges de marinheiros estão:
- Nuvem Azul
- Aguá Maré
- Maré Mansa
- Sete Ondas
- Sete Mares
- Sete Maresias
- Janaina da Praia
- Zé do Leme
- Sete raios
- sete linhas
- Espuma do Mar
- Capitão do Mar
- Martim Pescador